# Calamotettix stebajevi
Calamotettix stebajevi är en insektsart som beskrevs av Vilbaste 1980. Calamotettix stebajevi ingår i släktet Calamotettix och familjen dvärgstritar. Inga underarter finns listade i Catalogue of Life.